# Kauko Lehtinen

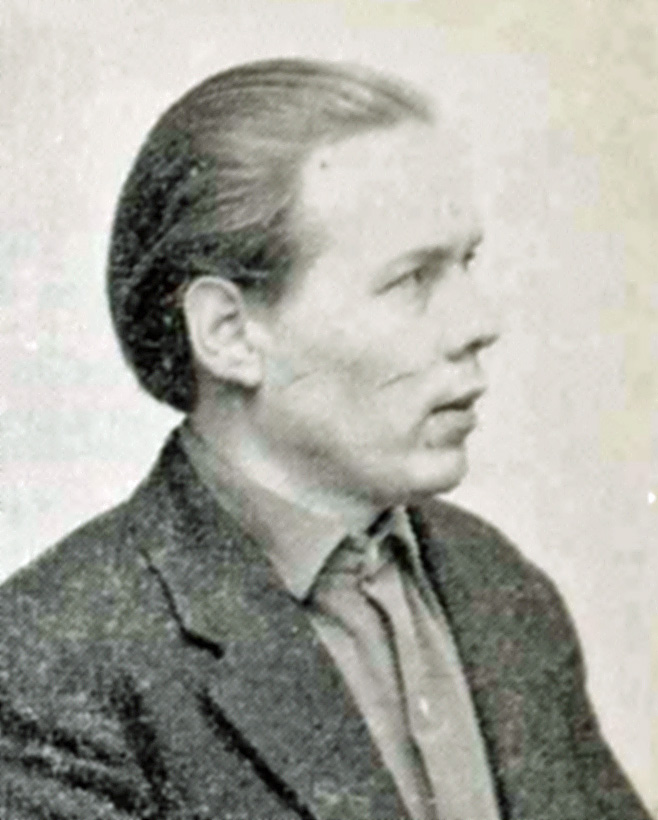
Kauko Lehtinen.

Kauko Olavi Lehtinen, född 1 december 1925 i Nystad, död 28 november 2012 i Åbo, var en finländsk målare och grafiker. 
Lehtinen besökte 1943 Konstföreningens i Åbo ritskola och studerade i början av 1960-talet i två repriser vid en konstakademi i Paris. Han arbetade 1941–1957 som tandtekniker, men övergick därefter helt till konsten. Han har haft en stark anknytning till den så kallade Åbosurrealismen, som utgick från Otto Mäkilä. Hans målningar och teckningar innehåller rikligt med figurativa element i form av huvuden och gestalter, men i färgbehandlingen spåras spontanare drag i informalismens eller tachismens anda med rinnande färger och blandteknik. Lehtinen har även mottagit impulser från Pablo Picasso och från Cobramåleriet. Han var en av de centrala gestalterna inom konstlivet i Åbo; konstnärsprofessor 1975–1980. Han tillhörde gruppen Martianerna och deltog i de flesta av gruppens utställningar på 1960-talet. Han tilldelades Pro Finlandia-medaljen 1971 och professors titel 1984.